# Β-二项式分布

Β-二项式分布，或称贝塔-二项式分布，是概率论与统计学中的有限空间取值的一类离散型概率分布函数。它与一般二项式分布的不同之处，在于它虽然也是表示一系列已知次数的伯努利实验的成功概率，但其中的伯努利实验的常数变成了一个随机变量。作为 过度散布的二项式分布，Β-二项式分布在贝叶斯统计、经验贝叶斯方法以及经典统计学中都常常用到。

当试验次数 n = 1 的时候，Β-二项式分布退化为伯努利分布，而在α = β = 1 的时候，Β-二项式分布则退化为取值从0 到 n 的離散型均勻分佈。当 α 和 β 足够大的时候，它能够任意逼近二项式分布。Β-二项式分布也是多变量波利亚分布在一元时的情况，正如二项式分布和Β分布分别是多项分布和狄利克雷分布在一元时的情况一样。

## 矩相关性质
Β-二项式分布的前三个矩分别是：
{\displaystyle {\begin{aligned}\mu _{1}&={\frac {n\alpha }{\alpha +\beta }}\\[8pt]\mu _{2}&={\frac {n\alpha [n(1+\alpha )+\beta ]}{(\alpha +\beta )(1+\alpha +\beta )}}\\[8pt]\mu _{3}&={\frac {n\alpha [n^{2}(1+\alpha )(2+\alpha )+3n(1+\alpha )\beta +\beta (\beta -\alpha )]}{(\alpha +\beta )(1+\alpha +\beta )(2+\alpha +\beta )}}\end{aligned}}}

而峰度则是：
{\displaystyle \gamma _{2}={\frac {(\alpha +\beta )^{2}(1+\alpha +\beta )}{n\alpha \beta (\alpha +\beta +2)(\alpha +\beta +3)(\alpha +\beta +n)}}\left[(\alpha +\beta )(\alpha +\beta -1+6n)+3\alpha \beta (n-2)+6n^{2}-{\frac {3\alpha \beta n(6-n)}{\alpha +\beta }}-{\frac {18\alpha \beta n^{2}}{(\alpha +\beta )^{2}}}\right].}

设 {\displaystyle \pi ={\frac {\alpha }{\alpha +\beta }}\!} 那么数学期望可以表示成
{\displaystyle \mu ={\frac {n\alpha }{\alpha +\beta }}=n\pi \!}

而方差则是：
{\displaystyle \sigma ^{2}={\frac {n\alpha \beta (\alpha +\beta +n)}{(\alpha +\beta )^{2}(\alpha +\beta +1)}}=n\pi (1-\pi ){\frac {\alpha +\beta +n}{\alpha +\beta +1}}=n\pi (1-\pi )[1+(n-1)\rho ]\!}

其中 {\displaystyle \rho ={\tfrac {1}{\alpha +\beta +1}}\!} 是 n 个伯努利变量的关联系数，称为散布系数。